# Incisalia sheltonensis
Incisalia sheltonensis är en fjärilsart som beskrevs av Ralph L. Chermock och Frechin 1949. Incisalia sheltonensis ingår i släktet Incisalia och familjen juvelvingar. Inga underarter finns listade i Catalogue of Life.